# Andrew Gross
Andrew Gross (New York, 18 maggio 1952 – Purchase, 9 aprile 2025) è stato uno scrittore statunitense, noto per i romanzi scritti in collaborazione con James Patterson.

## Opere
- Zona blu (The Blue Zone) (2007) Longanesi, 2007 ISBN 9788830424111
- Marea nera (The Dark Tide) (2008) Longanesi, 2009 ISBN 9788830426382
- Nessun rimpianto (Don't Look Twice) (2009) Longanesi, 2012 ISBN 9788830430778
- Reckless (2010)
- Eyes Wide Open (2011)
- 15 Seconds (2012)
- No Way Back (2013)
- Everything To Lose (2014)
- One Mile Under (2015)
- The One Man (2016)
- The Saboteur (2017)

### Con James Patterson
- Il giullare (The Jester) (2003) Corbaccio, 2003. ISBN 8879725998
- Seconda chance (2nd Chance) (2005) Longanesi, 2004. ISBN 8830421332
- Terzo grado (3rd Degree) (2005) Longanesi, 2005. ISBN 8830422886
- The Lifeguard (2005)
- Judge and Jury (2006)